# Paolo Colombo (storico)

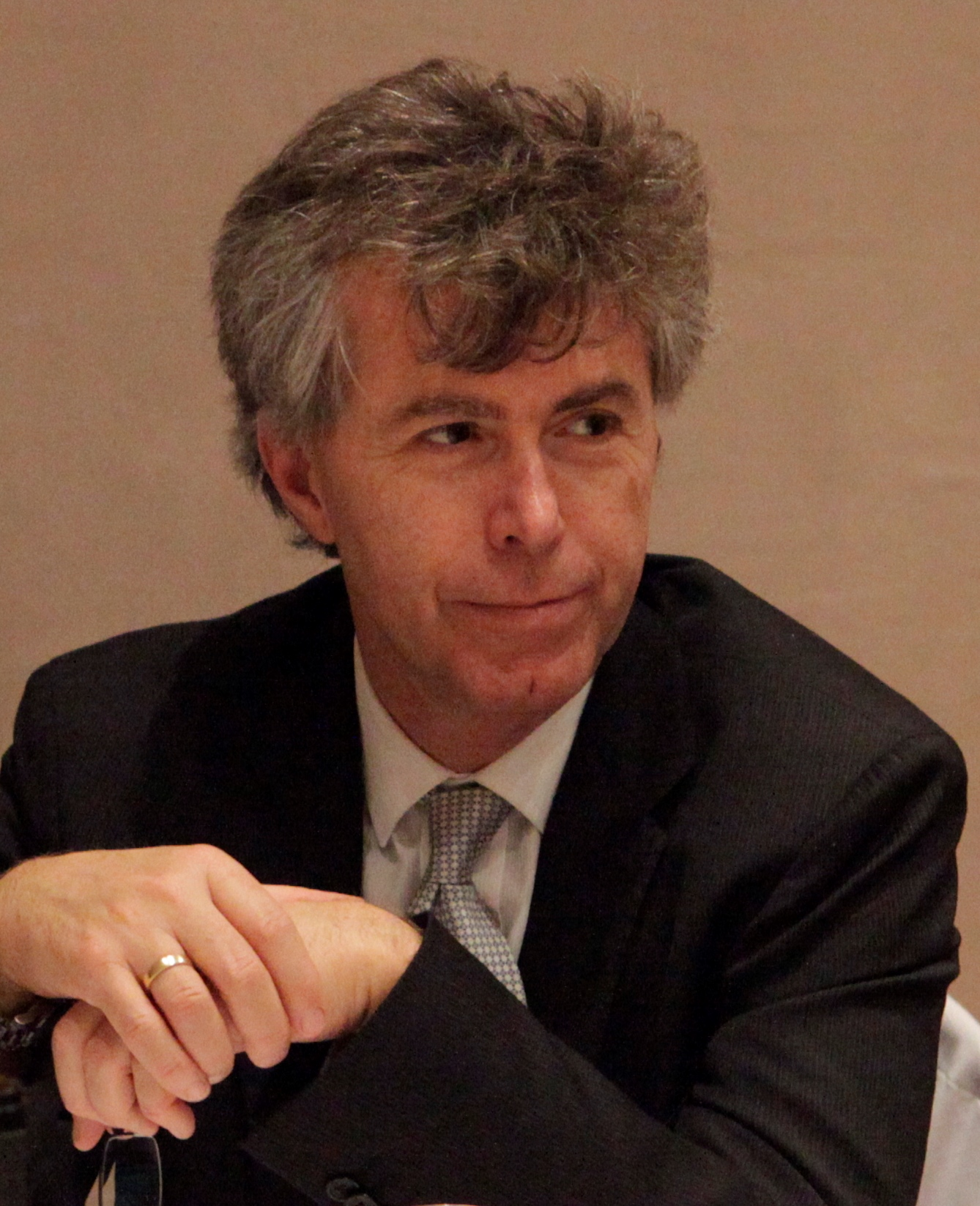
Paolo Colombo

Paolo Colombo (Milano, 18 maggio 1961) è uno storico italiano.

## Carriera accademica
Professore ordinario di Storia delle Istituzioni politiche presso la Facoltà di Scienze Politiche e Sociali dell'Università Cattolica del Sacro Cuore di Milano, nello stesso ateneo insegna anche Storia contemporanea.
Tra il 1996 e il 2001 è stato docente di Storia Costituzionale presso la Facoltà di Scienze Politiche dell'Università degli Studi di Macerata, dove ha tenuto anche i corsi di Storia Contemporanea e Storia Moderna.
È membro dei Comitati di redazione delle riviste "Filosofia Politica", "Storia Amministrazione Costituzione" e "Quaderni di Scienze Politiche"".
È direttore del Centro di Ricerca "Arti e mestieri" e membro del Centro di ricerche sul Sistema Sud e il Mediterraneo allargato (C.R.I.S.S.M.A.).
È inoltre coordinatore della Scuola di Dottorato in Istituzioni e Politiche della Facoltà di Scienze Politiche e Sociali dell'Università Cattolica.
Ha studiato i problemi istituzionali del periodo rivoluzionario francese e ha pubblicato diverse monografie sulla storia costituzionale della monarchia italiana: in queste sue ricerche si è occupato, in particolare, del problema della revisione legale della Costituzione, dell’evoluzione della forma di governo italiana, del ruolo del Capo dello Stato e delle dinamiche politico-istituzionali del periodo fascista.

## Attività pubblica
Da anni Paolo Colombo è impegnato in un progetto di sperimentazione di metodi innovativi e multidisciplinari per la narrazione di contenuti storiografici. Dal 2007 organizza a Milano, insieme a Chiara Continisio, il ciclo di incontri "Storia e narrazione", al quale sono intervenuti, tra gli altri, Benedetta Tobagi, Lella Costa, Laura Curino, Gabriele Vacis, Michele Tranquillini e Claudio Sinatti.
In particolare, la lezione-spettacolo "E saremmo stati salvi. Storia e storie di Piazza Fontana", recitata a due voci con Lella Costa, è stata portata in scena più volte, in collaborazione con il Comune di Milano e con l'Associazione dei famigliari delle vittime, presso luoghi istituzionali e teatri della città (Piccolo Teatro Grassi, Teatro Elfo Puccini...).
Nella stagione 2018-2019 ha animato per Storia e Narrazione quattro incontri al Teatro Carcano di Milano, riuniti sotto il titolo "Capitani coraggiosi" Archiviato il 9 agosto 2020 in Internet Archive..
"Storia e narrazione", i cui eventi sono stati ospitati negli anni da numerose università e da prestigiosi teatri,  è oggi diventato un laboratorio stabile di history-telling, al quale partecipano studiosi di varie discipline, artisti del mondo dello spettacolo e giovani ricercatori universitari.
Paolo Colombo collabora, inoltre, con Rai Storia e Rai 3 ("Res Gestae", "Un giorno, una storia", " "Eco della storia" (diretto da Gianni Riotta), “La grande storia” e "Viva la storia"). In particolare, ha presentato e approfondito i documentari del programma "Mille papaveri rossi".
Dal 2015 ha scritto per La Gazzetta dello Sport, in particolare nell'edizione digitale e "Gold".
Nell'orizzonte dei podcast Paolo Colombo ha pubblicato 5 podcast: "Olivetti, l'occasione perduta", dove parla del geniale imprenditore Adriano Olivetti, che negli anni '50 anticipò la nascita dell'industria informatica; "Kennedy: il mito e il coraggio", "1944, la distruzione di Varsavia", "Expo, storie di bellezza e genialità"; editi da Il Sole 24 ore. "8:46" con Chora Media, in cui racconta l'attentato alle torri gemelle e gli attacchi terroristici dell'11 settembre.

## Pubblicazioni scientifiche
- Governo e costituzione. La trasformazione del regime politico nelle teorie dell'età rivoluzionaria francese, Milano, Giuffrè editore, 1993 ISBN 88-14-03758-2
- Il re d'Italia. Prerogative costituzionali e potere politico della Corona (1848-1922), Milano, FrancoAngeli, 1999 ISBN 88-464-1669-4
- Storia costituzionale della monarchia italiana, Roma-Bari, Laterza, 2001
- Con lealtà di Re e con affetto di padre. Torino, 4 marzo 1848: la concessione dello Statuto albertino, Bologna, il Mulino, 2003 ISBN 88-420-6341-X
- Governo, Bologna, il Mulino, 2003 ISBN 88-15-09360-5
- La monarchia fascista. 1922-1940, Bologna, il Mulino, 2010 ISBN 88-15-13894-3
- Le esposizioni universali. I mestieri d'arte sulla scena del mondo (1851-2010), Venezia, Marsilio, 2012 ISBN 978-88-317-1257-6
- Emmanuel Sieyes: le idee, le istituzioni. Con in appendice l'opera di Antoine Boulay de la Meurthe, Théorie constitutionnelle de Sieyès. Constitution de l'an VIII, 1836, Macerata, EUM, 2015 ISBN 978-88-6056-419-1
- La corsa del secolo. Cent'anni di storia italiana attraverso il Giro, Milano, Arnoldo Mondadori Editore, 2017 ISBN 8804680849

## Romanzi per ragazzi
Paolo Colombo ha anche sviluppato tecniche narrative destinate ad un pubblico più giovane, scrivendo, con sua moglie Anna Simioni, una serie di racconti per ragazzi, alcuni dei quali sono considerati dei veri e propri gialli storici:
- Il fantasma di Robespierre, Casale Monferrato, Piemme, 2006 (2001) ISBN 978-88-384-3676-5
- Il segreto di Nefertiti, Milano, Piemme, 2011 (2002) ISBN 978-88-566-1870-9
- Il tesoro del crociato, Casale Monferrato, Piemme, 2005 ISBN 978-88-384-3287-3
- Un'estate, tre amici e un mare di guai, Milano, Piemme, 2007 ISBN 978-88-384-3929-2
- Questo fiume è grande come il mare, Milano, Piemme, 2010 ISBN 978-88-566-1313-1
- Un messaggio dal passato, in Autori Vari, Ti racconto una storia, Milano, Piemme, 2012 ISBN 978-88-566-2693-3
- La foresta dei coccodrilli, Milano, Piemme, 2014 ISBN 978-88-566-4028-1
- L'oro della montagna, Milano, Piemme, 2015 ISBN 978-88-566-4472-2
- L'amico di Jeshua, Milano, Piemme, 2018 ISBN 978-88-566-6382-2

A sua firma ha inoltre pubblicato: 
- Ho fatto goal in Champions!, Milano, Piemme, 2015 ISBN 978-88-566-2800-5

Ha collaborato con Piemme Edizioni alla realizzazione della collana storica di romanzi “La Grande Guerra - 1914-1918” (predisposta in occasione del centenario dell'inizio della prima guerra mondiale), per la quale ha curato l'introduzione e l'impianto di note esplicative.
Recentemente, sempre per Piemme, ha curato e commentato l'edizione per ragazzi dell'Enciclica del pontefice Laudato si': 
- Laudato sì', l'enciclica di Papa Francesco raccontata ai ragazzi, Milano, Piemme, 2015 ISBN 978-88-566-5193-5